# Napenay
Napenay es una localidad y municipio del Departamento Independencia (Chaco),  provincia del Chaco, Argentina. Se encuentra a la vera de la ruta Nacional N.º 16
Fue fundada el 15 de mayo de 1921.

## Infraestructura
Cuenta con varios establecimientos escolares en la zona urbana y en la zona rural, de nivel inicial, primario y secundario.Posee además un puesto sanitario de nivel de compejidad II.

## Vías de comunicación
La principal vía de acceso es la Ruta Nacional 16, que la comunica al noroeste con Aviá Teraí y la Provincia de Salta, y al sudeste con Presidencia Roque Sáenz Peña y Resistencia.
Cuenta con la Estación Napenay, por sus vías del ferrocarril General Belgrano se trasladan cargas de granos a cargo de la empresa estatal Trenes Argentinos Cargas. También ocupa sus vías el tren de pasajeros de la empresa estatal Trenes Argentinos Operaciones que presta un servicio diario entre Presidencia Roque Sáenz Peña y Chorotis.

## Población
Su población era de 1960 habitantes (Indec, 2001), lo que más que duplica los 839 habitantes (Indec, 1991) del censo anterior. En el municipio el total ascendía a los 3056 habitantes (Indec, 2001).